# Laserhawk
Laserhawk es una película canadiense de ciencia ficción de 1997 dirigida por Jean Pellerin y protagonizada por Jason James Richter y Mark Hamill.

## Argumento
Un adolescente en una ciudad de Wisconsin, Zach Raymond, gana fama allí después de supuestamente grabar un ovni con una calidad sin precedentes. Pronto, sin embargo, el Ejército de los Estados Unidos bajo la dirección del Coronel Lewis Teagarden de la Fuerza Aérea de los Estados Unidos viene a investigar su reclamo, y descubre que Zach falsificó el metraje usando una pantalla azul y un modelo de ovni casero creado por él de forma original, orientándose para ello en un sueño sobre ese ovni que tuvo en su niñez. 
Siendo ahora un paria por el fraude, Zach, obligado por sus padres por lo que hizo, consigue un trabajo en un restaurante local y allí conoce a Cara, una chica gótica que le dice que no debería haber tomado el diseño del ovni directamente de su cómic favorito, lo que parece raro a Zach, porque nunca antes había visto ese cómic, donde la nave espacial allí dibujada es idéntica a lo que él creó.
Poco tiempo después Zach es testigo de cómo un ovni rapta estudiantes dentro de un autobús. Nadie lo cree cuando lo cuenta, por lo que hizo antes, excepto Cara y ambos se disponen a investigar. A la siguiente noche, ovnis adicionales idénticos comienzan a aparecer sobre la ciudad secuestrando a la gente de allí, incluyendo sus padres. Todos estos ovnis se parecen al que Zach creó y al que Cara recuerda de su cómic favorito, creado por M.K. Ultra. También descubren que tuvieron sueños idénticos durante su niñez, en la que recibieron un objeto, que resultan complementarse con el otro. 
Dándose cuenta de que falta una pieza y deseosos de saber cómo Ultra podía haber creado ese cómic, ellos se encuentran con él y él admite que solía trabajar en un hospital psiquiátrico antes de hacer ese cómic, que tiene gran éxito comercial y que le ha hecho rico. Lo había basado en los relatos de un paciente mental en el lugar donde trabajaba, llamado Bob Sheridan. También descubren la tercera pieza que él guardó para Bob para que no la cogiesen los demás, la cual, junto con las otras dos piezas, crean un componente electrónico extraterrestre.
Luego los tres descubren que Bob es un extraterrestre reencarnado de hace 250 millones de años y que ha estado esperando a que regresen los invasores mencionados en el cómic para poder salvar la Tierra de ellos. Le ayudan a escapar del lugar y con su ayuda descifran el componente electrónico, que les indica el lugar de una nave que puede detener la venidera invasión alienígena. Zach y Cara descubren que también son alienígenas reencarnados y que, junto a Bob, están destinados a salvar al planeta de la invasión alienígena con ese caza. 
Cuando Bob muere víctima de disparos por militares estadounidenses, que habían estado vigilando la nave que ellos habían encontrado 15 años antes, Ultra se pone en su lugar y con la ayuda de Teagarden, que también guarda la nave, les cree y por ello les da acceso a la misma. Ellos utilizan el caza para detener la invasión aliénígena, que sembró la creación de la raza humana 250 millones de años antes para convertirla en la actualidad en comida suya.
Una cruenta batalla ocurre y, a duras penas, los tres consiguen acabar con la invasión y salvar a la humanidad. Sin embargo reciben un mensaje, que otro planeta está en peligro a causa de esos alienígenas y por ello deciden dejar la Tierra para luchar contra ellos allí.

## Reparto
- Jason James Richter - Zach Raymond
- Melissa Galianos - Cara
- Gordon Currie - M.K. Ultra
- Mark Hamill - Bob Sheridan
- Ivan Rogers - Coronel Lewis Teagarden
- Joseph Wynne - Roach
- Marc Poulin - Dr. Duvalle